# Oulad Chbana
Oulad Chbana (àrab أولاد شبانة) és una comuna rural de la província de Settat de la regió de Casablanca-Settat. Segons el cens de 2014 tenia una població total de 8.081 persones.